# Мудавади, Мусалия
Уайклифф Мусалия Мудавади (англ. Wycliffe Musalia Mudavadi; род. 21 сентября 1960) — кенийский политик и земельный экономист. Премьер-секретарь кабинета министров Кении с 27 октября 2022 года, расширил роль министра иностранных дел и по делам диаспоры Кении, он также является партийным лидером Национального конгресса Амани, одной из политических партий-основателей, из кенийского альянса Кванза. Он занимал пост 7-го вице-президента Кении в 2002 году и заместителя премьер-министра (2008—2012), когда подал в отставку, чтобы побороться за пост президента на всеобщих выборах в Кении в 2013 году и занял третье место. Он был заместителем партийного лидера Оранжевого демократического движения (2005—2012) и партийным лидером партии Объединённый демократический форум с мая 2012 по июль 2015 года.

## Ранняя жизнь и образование
Мудавади вырос в семье христиан-квакеров. Он говорит на этническом диалекте мараголи, который является частью густонаселённой общины лухья в западной Кении. После своего покойного отца Мозеса С. Б. Мудавади он является единственным кенийским политиком, который не приносит присягу при вступлении в должность, потому что его вера запрещает это.
Мудавади учился в начальной школе Найроби, затем в Джамхури и школе Найроби для получения высшего образования, а также в Университете Найроби. Он получил степень бакалавра искусств (экономика земельных ресурсов). Что касается спорта, то он играл в регби в качестве вингера за команду Mean Machine RFC своей средней школы и университета.

## Политическая карьера

### Государственная карьера
Мудавади впервые стал членом парламента в 1989 году, когда он был избран без сопротивления на дополнительных выборах, чтобы занять место в избирательном округе Сабатия, освобождённое его покойным отцом Мозесом Мудамбой Мудавади. Затем он выиграл это место на всеобщих выборах 1992 и 1997 годов.
Мудавади занимал посты министра снабжения и маркетинга (1989—1993), финансов (1993—1997), сельского хозяйства (1997—1999), транспорта, связи и информации (2000—2002). Кроме того, он занимал пост вице-президента (2002), а также заместителя премьер-министра и министра местного самоуправления Республики Кения (2008—2013).

### Выборы 2002 года
В конце 2002 года Мудавади был последним и самым коротким вице-президентом Кении при президенте Даниэле арапе Мои. Мудавади баллотировался в качестве напарника Ухуру Кеньятты на выборах 2002 года. Несмотря на поддержку действующего президента Мои, кандидатуру Кеньятты/Мудавади опередили Кибаки/Вамалва, и Мудавади потерял своё место в парламенте Сабатии.

### Референдум 2005 года
В 2005 году Мудавади вернулся в политику, присоединившись к либерально-демократической партии Раилы Одинги и присоединившись к стороне «Нет» на референдуме того года по предложенной новой конституции на фоне слухов о том, что он должен был стать ведущим политиком Лухья.

### Выборы 2007 года
После референдума 2005 года сторона «Против» сформировала Оранжевое демократическое движение Кении (ODM-K). Но после раскола ODM-K Мудавади присоединился к Оранжевому демократическому движению (ODM), где он поднялся до заместителя лидера партии. В 2007 году Мудавади добивался выдвижения кандидатом от ОДМ на президентских выборах в декабре 2007 года. 1 сентября 2007 года Мудавади занял второе место с 391 голосом против 2656 голосов Одинги в спорном процессе выдвижения. Однако, наряду с другими побеждёнными кандидатами, Мудавади поддержал Одингу, и Мудавади был назван напарником Одинги на выборах.
Хотя на выборах официально победил Кибаки, ODM оспорила официальные результаты и заявила о победе Одинги. После выборов разразился жестокий кризис, который в конечном итоге привёл к подписанию соглашения о разделе власти (Национального согласия) между Кибаки и Одингой. В составе правительства большой коалиции Мудавади был назначен заместителем премьер-министра и министром местного самоуправления 13 апреля 2008 года. Он был заместителем премьер-министра, представляющим ОДМ, в то время как Кеньятта был заместителем премьер-министра, представляющим Партию национального единства Кибаки. Мудавади и остальные члены кабинета были приведены к присяге 17 апреля 2008 года.

## Президентские выборы

### Всеобщие выборы 2013 года
В 2012 году Мусалия Мудавади добивался выдвижения ODM кандидатом в президенты на всеобщих выборах 2013 года. Позже он вышел из ODM, заметив отсутствие политической свободы в партии. Он сказал, что незаконные/неконституционные политические механизмы, созданные на его пути, сделали невозможным для любого другого кандидата добиться успешного выдвижения на пост президента свободным и справедливым путём.
Мудавади покинул ODM после того, как он был технически исключён из предвыборной гонки из-за положения устава партии, которое давало лидеру партии прямое выдвижение в качестве кандидата в президенты. Мусалия, однако, отказался уходить с поста заместителя премьер-министра Республики Кения, сославшись на то, что этот пост является государственным, а не партийным. Позже он возглавил партию Объединённый демократический фронт (ОДФ) и стал её знаменосцем на президентских выборах.
На короткое время он присоединился к Ухуру Кеньятте и Уильяму Руто, чтобы сформировать Юбилейную коалицию, объединяющую партии UDF, URP и TNA. Однако Мудавади покинул коалицию после нарушения контракта, в котором говорилось, что Ухуру Кеньятта уйдёт в отставку в его пользу в качестве президентского знаменосца юбилейной коалиции UDF/TNA/URP. Ухуру удивил нацию, признав, что он действительно подписал соглашение, но обвинил в своем решении отступить «тёмные силы», однако нарушение соглашения стало результатом яростных возражений сторонников Ухуру, настаивающих на том, что он должен участвовать в президентских выборах. Но ранее Ухуру настаивал на том, что выдвижение кандидатов должно осуществляться путём голосования партийных делегатов. Мудавади возразил, заявив, что общий кандидат был согласован консенсусом и что партнёры по Юбилейной коалиции были новыми, и у них не было настоящих делегатов, отобранных путём массовых выборов. Мудавади выступил в одиночку от UDF и занял третье место в гонке за высшее руководство страны на этих выборах.

### Всеобщие выборы 2017 года
После выборов 2013 года элементы внутри UDF начали подрывную схему, направленную на то, чтобы заложить партию правящей коалиции «Юбилей». В июле 2015 года Мудавади покинул UDF, которая позже была распущена. Он сформировал Национальный конгресс Амани (АНК), который должен был вывести его на президентскую гонку в 2017 году. Прекрасно осведомлённый о конфигурации выборов в Кении, Мудавади сформировал коалицию National Super Alliance (NASA) и пригласил присоединиться к ней трио CORD в составе Раилы Одинги из ODM, Калонзо Мусьоки из Wiper и Мозеса Ветангулы из Ford-Kenya. НАСА остановило свой выбор на Одинге в качестве кандидата в президенты. Мудавади был единственным руководителем НАСА, который не баллотировался на выборное место на всеобщих выборах 2017 года, поскольку он согласился стать председателем кампании НАСА.

### Всеобщие выборы 2022 года
После всеобщих выборов 2017 года кандидат в президенты НАСА Раила Одинга решил привести себя к присяге. Мудавади отказался участвовать в приведении к присяге, назвав это неконституционным. 9 марта 2018 года Одинга подписал перемирие с президентом Ухуру Кеньяттой. С 2018 года Мудавади предпочёл оставаться в оппозиции.
В марте 2021 года Мудавади стратегически объединился с двумя другими руководителями НАСА Калонзо Мусьокой и Мозесом Ветангулой, а также председателем KANU Гидеоном Мои, чтобы сформировать альянс «Единая Кения» (OKA).
Мудавади поддержал кандидатуру вице-президента Уильяма Руто, и они выиграли всеобщие выборы 9 августа 2022 года у Раилы Одинги, который пользовался поддержкой действующего президента Ухуру Кениаты, получив большинство в Альянсе Кении Кванза (ККА), который он сформировал, ещё находясь в ОКЕ.
27 сентября 2022 года президент Уильям Руто издал и подписал президентский указ о создании должности премьер-секретаря Кабинета министров Республики Кения и назначил Мудавади на эту должность. Во время прямого обращения президента Руто к нации он заявил, что должность премьер-секретаря Кабинета министров (PCS) является самой высокопоставленной должностью в исполнительной ветви правительства после должности президента и заместителя президента. Мудавади был официально приведён к присяге в качестве констебля в Государственном доме Кении 27 октября 2022 года.
4 октября 2023 года президент Руто передал функции Министерства иностранных дел канцелярии премьер-министра, расширив, таким образом, портфельный мандат канцелярии Мудавади.

## Скандалы и честность

### Скандал с заговором Грейвса
В марте 2010 года заместитель премьер-министра Мусалия Мудавади столкнулась с расследованием Кенийской комиссии по борьбе с коррупцией (KACC) в связи с мошенничеством с землёй на кладбище на сумму 283 миллиона шекелей. Представители KACC заявили, что в мошенничестве участвовал городской совет Найроби, купивший землю стоимостью 24 миллиона шекелей почти за 300 миллионов шекелей. Мудавади заявил о своей невиновности и сказал, что KACC поступил несправедливо, обвинив его, не дав ему шанса быть услышанным. В июне 2020 года, согласно судебным протоколам, опубликованным The Daily Nation, Мудавади не получил выгоды от сделки с землёй на кладбище и, следовательно, не был виновен в скандале. Позже выяснилось, что Мудавади не получил никаких средств от этого скандала и никоим образом не был вовлечён в заговор с целью обмана.

### Чёрный список LSK
В январе 2012 года Юридическое общество Кении (LSK) включило Мудавади в список государственных должностных лиц, негативно упоминаемых в различных отчётах по различным вопросам, начиная от коррупции и заканчивая экономическими преступлениями. LSK посоветовало избирателям не голосовать за тех, кто упомянут в отчёте, поскольку они ранее были скомпрометированы. Согласно LSK, время, когда Мудавади был внесён в чёрный список, было временем завуалированных общих обвинений в адрес должностных лиц администрации Кибаки, таких как бывший президент Мваи Кибаки, Уильям Руто, Чарити Нгилу, но ни против кого из них не было выдвинуто конкретных обвинений. Таким образом, было установлено, что в списке LSK нет конкретных обвинений в виновности Мудавади, которые оправдывали бы включение в чёрный список.

## Личная жизнь
Мудавади женат на Тесси Мудавади, и у них трое детей; Мозес, Майкл и Мэриэнн. Мудавади является болельщиком футбольной команды английской премьер-лиги «Манчестер Юнайтед» и кенийского клуба премьер-лиги «АФК Леопардс». Когда-то он был покровителем AFC leopards. Кроме того, он также увлекается гольфом и регби. В 2019 году у него есть автобиография, опубликованная под названием «Мусалия Мудавади: парящий над бурями страсти». Его прозвище на политической арене Кении — Mdvd, он же Землетрясение. Кроме того, Мудавади является ярым поклонником музыки кантри старой школы, его любимыми музыкантами являются Кенни Роджерс и Долли Партон.